# Бычки (Михайловский район)
Бычки — деревня Горностаевского сельского поселения Михайловского района Рязанской области России.

## Население
| 1929 | 2007 | 2010 |
| ---- | ---- | ---- |
| 400  | ↘290 | ↘240 |

## История
В 1685 году пустошь Бычки принадлежала помещику Дмитрию Гвоздеву
В 1720—1721 годах Бычки не упоминаются.
В 1723 году деревня Бычки входила в Моржевский стан Михайловского уезда и обозначена как «новопоселенная» при селе Глинки, принадлежащем тогда Марье Шепелевой.
В 1745—1747 гг. деревней Бычки владел сенатор генерал-лейтенант Пётр Шувалов.
До 1924 года деревня входила в состав Маковской волости Михайловского уезда Рязанской губернии.
До муниципальной реформы 2006 года деревня Бычки была центром Бычковского сельского округа.

## Этимология
- Наименование населённого пункта связано с народным географическим термином бычок, который используется в Рязанской области в значении «плоский равнинный участок между вершинами двух оврагов». Форма множественного числа соответствует топонимической модели на -и(-ы).
- Маловероятно возникновение данного названия от фамилии Быков.
- Обращает на себя внимание неоднократное употребление в поочье гидронима Бычок (Бычек), что, видимо, связано с заполнением равнинных участков водой во время весеннего половодья.